# Rieres de la Serra de Montsià

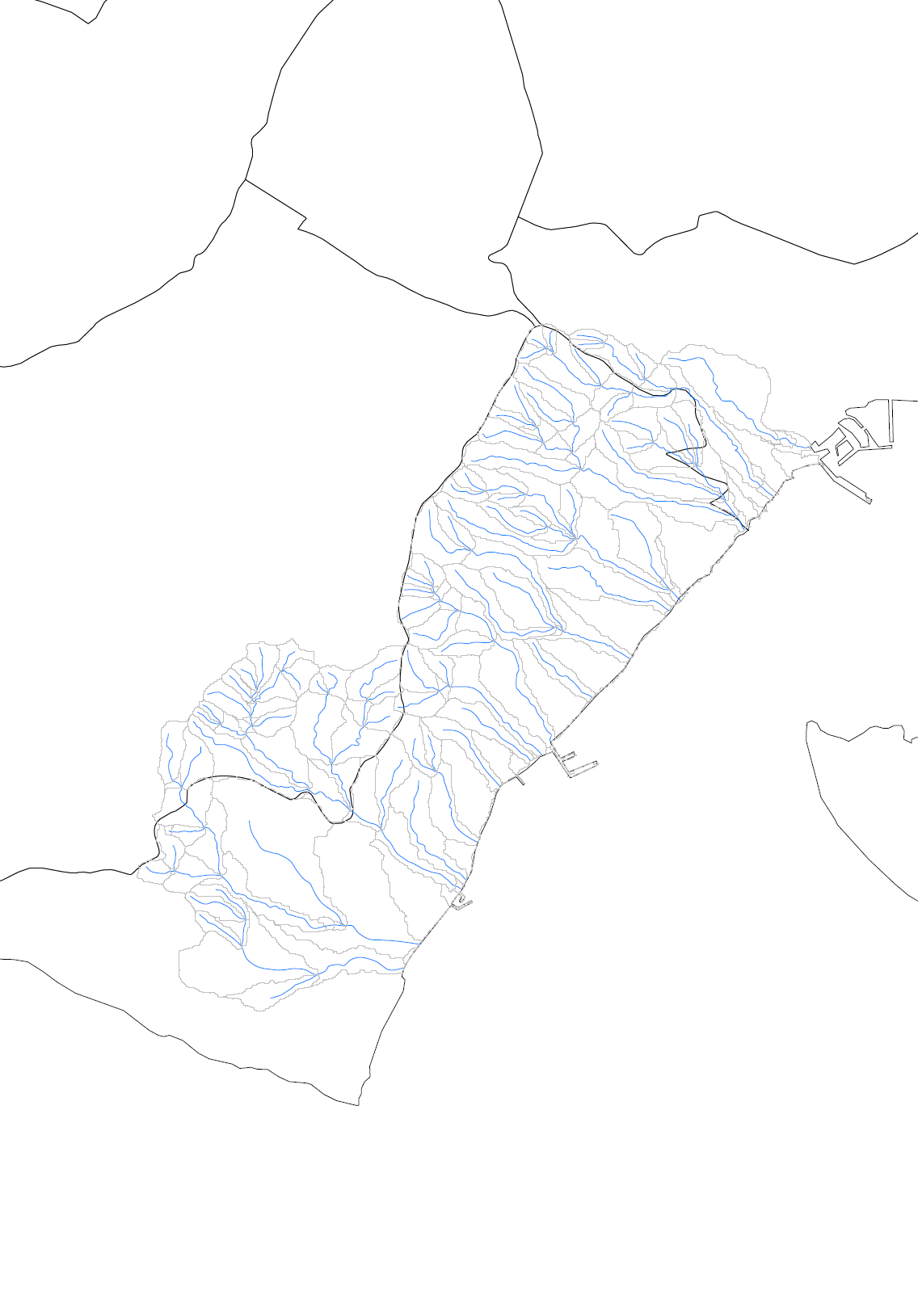
Les conques i rieres de la Serra de Montsià i les zones que abracen dels municipis per les quals s'estenen

Les rieres de la Serra de Montsià són una de les cinc conques hidrogràfiques de les Terres de l'Ebre. Les quatre altres són l'Ebre, les rieres de Calafat-golf de Sant Jordi, les rieres de Llaberia i Vandellòs i riu de la Sénia. D'aquests cinc, la conca de l’Ebre ocupa gairebé el 90% de la superfície. És una conca interna de Catalunya que se situa entre les conques de l'Ebre i la del riu de la Sénia.
Els barrancs més importants són el dels Castellans, el de Sant Jaume, el de Donya Manuela, el de la Martinenca, el del Llop, el del Codonyol i el de l'Aiguassera.